# Arbeitsgruppe „Solidarność” Eschweiler-Aachen

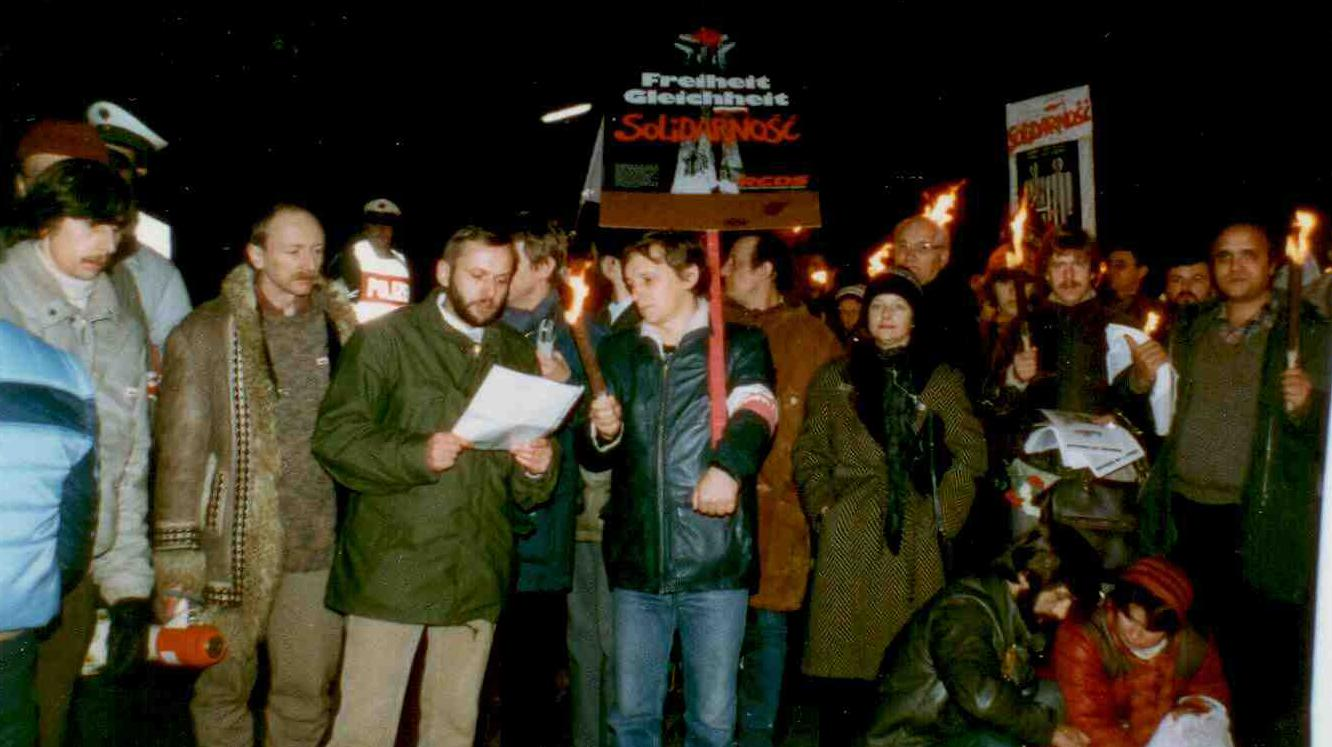
Demonstracja 13.12.83 r. pod Ambasadą PRL-u w Kolonii; od lewej: Aleksander Zając, Wojtek Drozdek, Andrzej Wirga

Arbeitsgruppe “Solidarność” Eschweiler – Aachen e. V. – niepodległościowa, prosolidarnościowa organizacja założona w 1982 roku w Eschweiler w RFN przez Aleksandra Zająca.

## Historia grupy
Początki grupy sięgają sierpnia 1982 r., kiedy nawiązano kontakty z Biurem “Solidarności” w Bremie i Arbeitsgruppe “Solidarność” w Berlinie Zach. Działalność koncentrowała się wtedy głównie na zbiórce i wysyłce lekarstw oraz pomocy humanitarnej. Powstała grupa, która na początku 1983 przyjęła nazwę: Arbeitsgruppe „Solidarność” Eschweiler. Do grona założycieli należeli: Aleksander Zając, Andrzej i Ela Krawczuk, Basia i Czarek Klementowscy, Darek Czerwiak, Małgorzata Ejsmont-Zając, Janusz Mieczkowski i Ryszard Ziółkowski. Z upływem lat grupa się rozrastała, dołączyły nowe osoby z Akwizgranu (niem. Aachen): Ryszard Wyżga, Mieczysław Zarzyczny, Leonard Szrek, Kazimierz Biskupek. Stąd nazwa grupy Eschweiler-Aachen. W połowie lat osiemdziesiątych grupa liczyła ponad 150 osób i miała swoje oddziały w Düren, Monheim i Bonn.

## Działalność

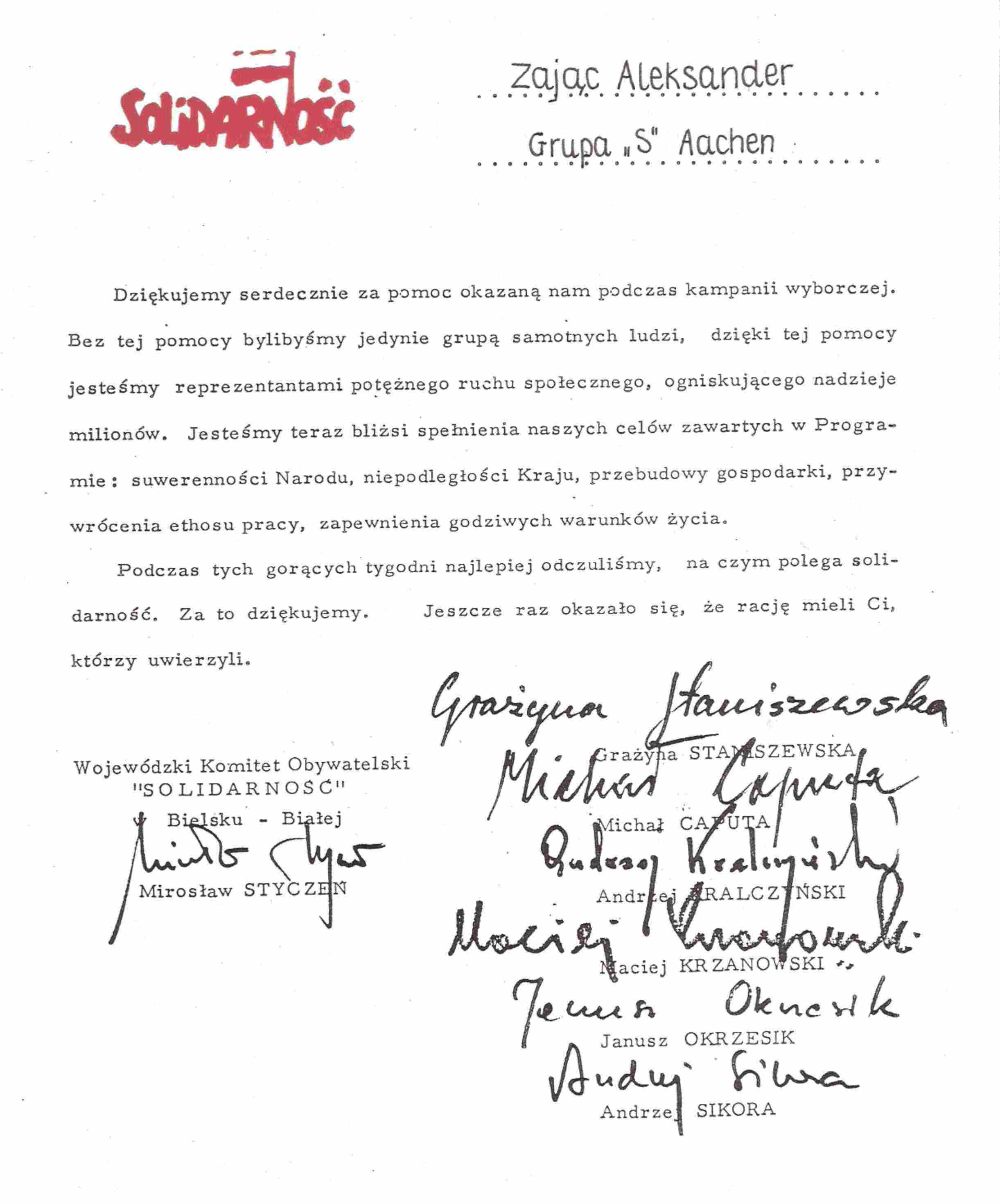
Podziękowania za pomoc od Komitetu Obywatelskiego „Solidarność” w Bielsku-Białej

Grupa prowadziła działalność informacyjną wśród Niemców i Polaków. Zorganizowała trzy wystawy o Solidarności, jedną w Ratuszu miasta Eschweiler, drugą w bibliotece miejskiej w Akwizgranie, a trzecią w akwizgrańskiej Barockfabrik – w 10 rocznicę powstania Solidarności. Grupa wydawała ulotki, współredagowała wydawany w Berlinie Zach. miesięcznik “Przekazy”, kolportowała “Biuletyn Informacyjny” oraz podziemną prasę z kraju. Organizowano stoliki informacyjne. Od 1983 roku grupa współorganizowała prawie wszystkie demonstracje, które odbywały się pod PRL-owską ambasadą w Kolonii oraz brała udział w demonstracjach organizowanych przez inne niepodległościowe organizacje, np. ChSWN, ZPU czy POMOST. Grupa współpracowała z innymi organizacjami pro solidarnościowymi z RFN: Hilfskomitee „Solidarność” z Moguncji, Arbeitsgruppen „Solidarność” z Kolonii, Monachium i Berlina Zachodniego oraz Towarzystwem „Solidarność” z Berlina.

## Członkostwo w CSSO

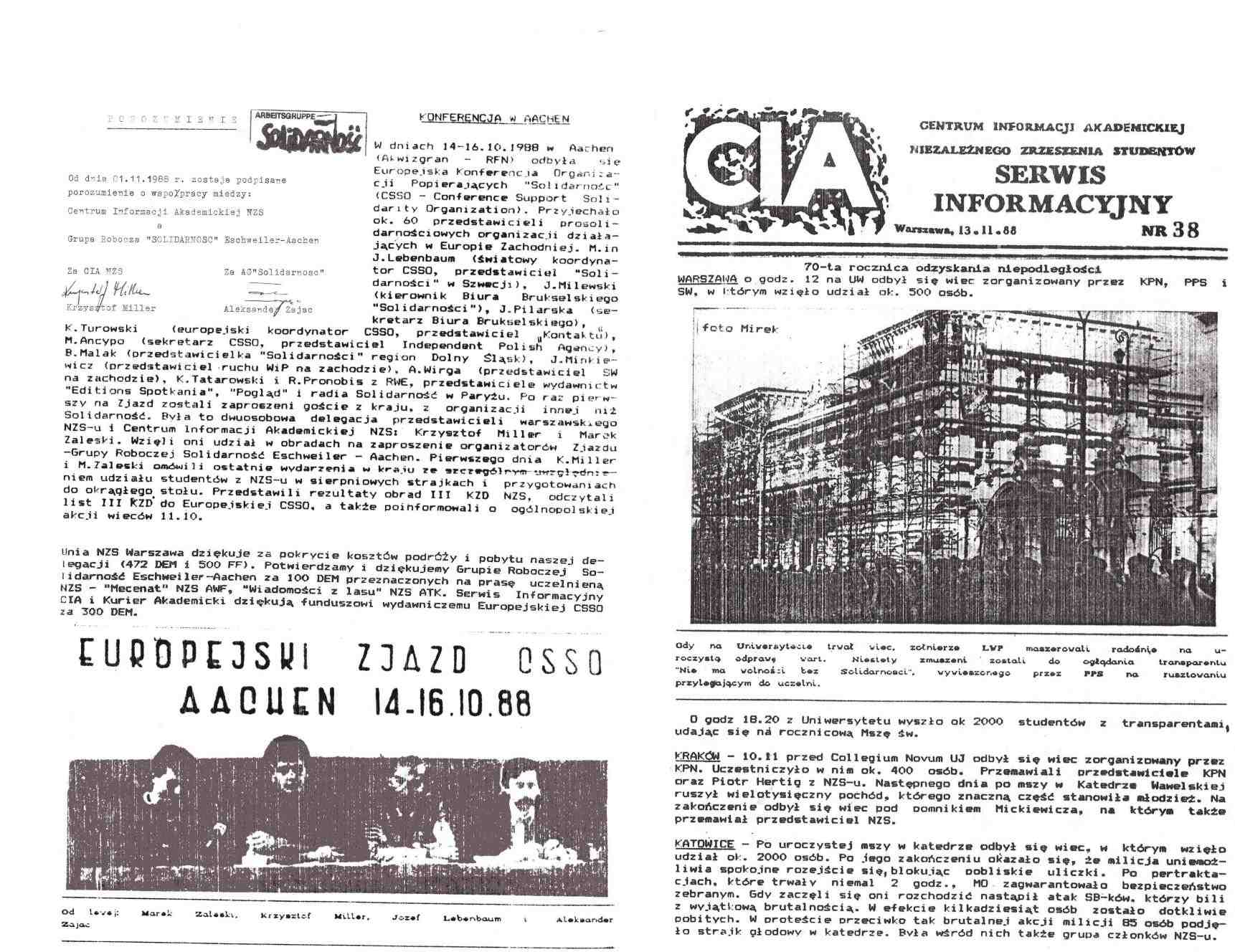
CIA o konferencji CSSO w Akwizgranie

Od roku 1986 Grupa włączyła się do światowego ruchu organizacji pro solidarnościowych zorganizowanych w Conference of Solidarity Support Organisations (CSSO), do której została przyjęta na zjeździe w Londynie w 1987 roku. Światowe Porozumienie Organizacji Wspierających „Solidarność” – CSSO uzyskało od Kongresu Stanów Zjednoczonych pomoc dla Solidarności w kraju w wysokości miliona dolarów. Stało się to dzięki wsparciu wszystkich organizacji z całego świata. W ramach CSSO Grupa uczestniczyła m.in. w akcji patronatów, wspierając małe „zakładowe” wydawnictwa w kraju. AGS nie tylko uczestniczyła w zjazdach CSSO, ale również je organizowała. Pierwszy w 1988 roku, a drugi w X rocznicę Dni Sierpniowych w 1990 roku. W zjeździe tym uczestniczyła oficjalna delegacja NSZZ Solidarność oraz parlamentarzyści z Obywatelskiego Klubu Parlamentarnego (OKP). Gościem specjalnym był Maciej Frankiewicz z Solidarności Walczącej. W XXV rocznicę powstania CSSO Aleksander Zając był inicjatorem powstania wystawy „Ruch wsparcia – Solidarności – Środowiska wolnego świata przeciw zniewoleniu Polski”, która prezentowana była podczas III Zjazdu Polonii i Polaków z Zagranicy w gmachu Sejmu RP.

## Pomoc dla kraju

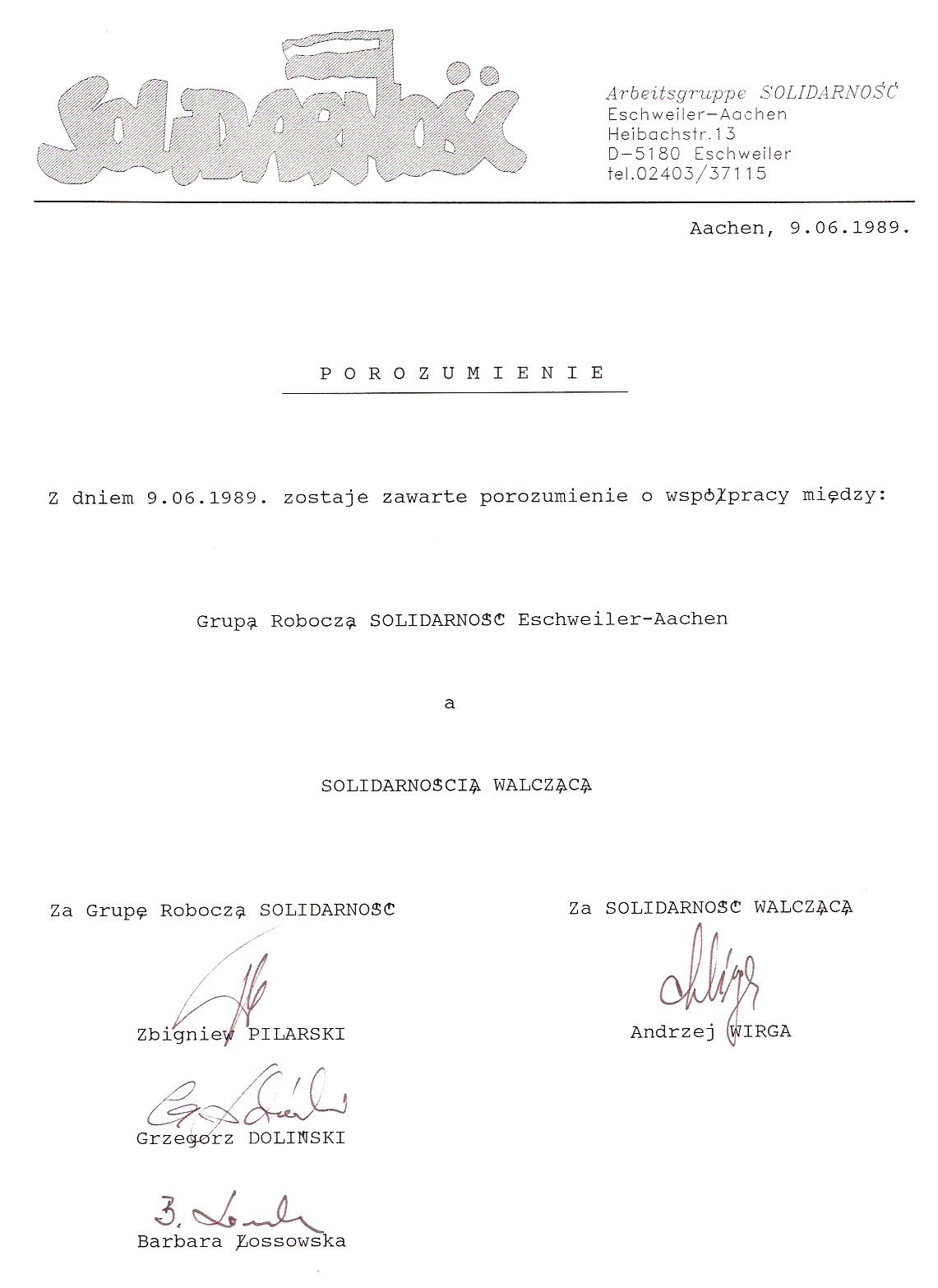
Umowa z Solidarnością Walczącą

Pomoc dla demokratycznej opozycji oraz solidarnościowego podziemia płynęła poprzez naszych koordynatorów: Ryszarda Wyżgę – dla Regionu Pomorza Zachodniego; Jerzego Szczepańskiego – dla Regionu Środkowo-Wschodniego; Wojciecha Gawrona – dla Regionu Podbeskidzia; Aleksandra Zająca – dla Solidarności Walczącej. Ponadto za Śląsk odpowiedzialni byli koledzy: Bogusław Teodorowski i Mieczysław Zarzyczny. Za pomoc dla NZS-u: Wojciech Gawron i Aleksander Zając, który był przedstawicielem Centrum Informacji Akademickiej na Zachodzie. Sprzęt techniczny był przerzucany do kraju przez Andrzeja Wirgę z Hilfskomitee „Solidarność” w Moguncji oraz Józefa Lebenbauma z IPA w szwedzkim Lund. Arbeitsgruppe „Solidarność” Eschweiler – Aachen T. z. pomagała podziemnym wydawnictwom Regionu Środkowo-Wschodniego, Pomorza Zachodniego i Podbeskidzia. Potem również wydawnictwom Niezależnego Zrzeszenia Studentów – NZS w Krakowie i Warszawie. Wspomagała finansowo strajkujących członków Solidarności. Pomagała Centrum Informacji Akademickiej w Warszawie oraz Solidarności Walczącej, z którymi AGS miała podpisane umowy o współpracy, oraz wydawnictwom, m.in.: „CIA – Serwis Informacyjny NZS, „Solidarność Podbeskidzia”, „Z Dnia na Dzień” – Dolny Śląsk, „Solidarność Walcząca”, „INDEKS” – Kraków, „BIULETYN” – NZS AE Kraków, „Na Bieżąco” – Opole, „Jedność” – Tygodnik NSZZ Solidarność Pomorza Zachodniego, „Obraz” – Szczecin, Tygodnik Wojenny, Komitety Obywatelskie: w Tychach, w Bielsku-Białej. Pomimo że członkowie Grupy nie byli zwolennikami „Okrągłego Stołu”, to na prośbę NSZZ „Solidarność” przygotowali i przeprowadzili w RFN pierwsze, w 35 procentach wolne wybory, 4 czerwca 1989 roku. Wybory, które zapoczątkowały zmiany w Europie Wschodniej i przyczyniły się do odzyskania przez Polskę suwerenności.